# Adolfo Rodríguez Barrueto
Adolfo Rodríguez Barreto (Colonia del Sacramento, c. 1920-Santiago de Chile, 18 de julio de 1994) fue un futbolista y director técnico uruguayo de larga trayectoria en el fútbol chileno. Su posición en el campo fue defensa central.

## Trayectoria
Adolfo Rodríguez como futbolista surgió de las divisiones inferiores del club Peñarol de Montevideo en el cual debutó profesionalmente, en Uruguay defendió además al Racing de Montevideo. Luego en Brasil estuvo en los clubes Fluminense y Bonsucesso ambos de Río de Janeiro y en el Esporte Clube Pelotas de Río Grande del Sur.
Arribó a Chile en 1948 a Santiago Wanderers de Valparaíso y luego en 1952 a Everton de Viña del Mar, donde permanece durante cinco temporadas logrando el título de campeón de la Primera División de 1952.
En 1958 inicia su larga carrera como entrenador en Deportes La Serena. En 1963 asume en Rangers de Talca, que en dos períodos de tiempo (1963 a 1966 y desde 1975 a 1976) es el técnico que más partidos ha dirigido al club por torneos nacionales de primera división con 153 partidos.
También destaca el ascenso a la Primera División con el club Palestino, logrando el título de la Segunda División 1972.

## Clubes

### Como jugador
| Club                  | País    | Año       |
| --------------------- | ------- | --------- |
| Peñarol               | Uruguay | 1937-1939 |
| Racing de Montevideo  | Uruguay | 1940      |
| Peñarol               | Uruguay | 1941      |
| Racing de Montevideo  | Uruguay | 1942-1944 |
| Fluminense            | Brasil  | 1945      |
| Bonsucesso            | Brasil  | 1946      |
| Esporte Clube Pelotas | Brasil  | 1947      |
| Santiago Wanderers    | Chile   | 1948-1950 |
| Green Cross           | Chile   | 1951      |
| Everton               | Chile   | 1952-1956 |
| Deportes La Serena    | Chile   | 1957      |

### Como entrenador
| Club               | País  | Año       |
| ------------------ | ----- | --------- |
| Deportes La Serena | Chile | 1958-1959 |
| Ñublense           | Chile | 1961      |
| Rangers            | Chile | 1963-1966 |
| Everton            | Chile | 1967      |
| Palestino          | Chile | 1968-1969 |
| Deportes Ovalle    | Chile | 1970-1971 |
| Palestino          | Chile | 1972      |
| Deportes Ovalle    | Chile | 1973      |
| Santiago Wanderers | Chile | 1974      |
| Rangers            | Chile | 1975-1976 |
| Audax Italiano     | Chile | 1976      |
| Deportes Ovalle    | Chile | 1978      |
| Deportes Ovalle    | Chile | 1981      |